# Аэропорт Шереметьево (станция)
Аэропорт Шереметьево — тупиковая железнодорожная станция Московской железной дороги рядом с терминалами D, E, F аэропорта Шереметьево. Находится на тупиковом ответвлении от главного хода Савёловского направления Московской железной дороги от станции Лобня, в районе платформы Шереметьевская. Входит в Московско-Смоленский центр организации работы железнодорожных станций ДЦС-3 Московской дирекции управления движением. По основному характеру работы является промежуточной, по объёму работы отнесена к 4 классу.
Административно находится в городском округе Химки Московской области. До 2011 года данная территория была спорной между Москвой (Молжаниновский район) и Московской областью.
Открыта 10 июня 2008 года для пассажирских операций. В районе 2012 — 2013 года класс станции понижен с третьего до четвёртого.

## Пассажирское сообщение
На станции две островные пассажирские платформы, находятся на эстакаде под навесом, проход из терминалов аэропорта осуществляется через турникеты. У платформ три тупиковых пути, оставлен задел для ещё одного пути. Станция оборудована кассами и автоматами по продаже билетов.
Время движения от Белорусского вокзала составляет 50 минут. Станция обслуживает только аэроэкспрессы с Белорусского вокзала; аэроэкспрессы со станции Одинцово прибывают на платформу Аэропорт Шереметьево-Северное. Ранее станция обслуживала также аэроэкспрессы с Савёловского вокзала. Кроме того, в 2010 году назначались неэкспрессные электропоезда с Савёловского вокзала для вывоза сотрудников аэропорта в связи с ремонтом путепровода на Ленинградском шоссе. С 12 по 23 июля 2010 года работали обычные электропоезда со всеми остановками, с 26 июля заменены на составы аэроэкспресса по двойной цене с пропуском части остановок. В октябре 2010 года отменены.
1 июня 2022 года платформа станции стала промежуточной в связи с открытием платформы Шереметьево-Северное у терминалов B и C. Поезда доезжают до этой платформы, меняют кабину, едут далее, к терминалам B, C. Стоянка занимает 5 минут.

## Связь с терминалами аэропорта
Платформы станции через одноуровневый переход непосредственно связаны с терминалом E аэропорта. Далее возможен проход через терминал E к терминалам D, F. Для проезда к терминалу B использовалась линия пиплмувера под лётным полем или пригородные автобусы.